# Antonio Annarumma

I dimostranti per il diritto alla casa davanti al teatro Lirico a Milano.

Il corteo dei Marxisti Leninisti giunge al teatro Lirico.

Una camionetta della polizia forza il corteo.

Polizia e manifestanti si affrontano in via Larga a Milano.

I dimostranti raccolgono i tubi di un cantiere e cominciano a costruire barricate e ad armarsi.

Il gippone alla cui guida è Antonio Annarumma.

Lo scontro dimostranti polizia.

Le due camionette della polizia dopo il loro scontro.

Antonio Annarumma (Monteforte Irpino, 10 gennaio 1947 – Milano, 19 novembre 1969) è stato un poliziotto italiano in forza al Terzo Reparto Celere, ucciso a 22 anni mentre prestava servizio, dai partecipanti ad una manifestazione indetta dall'Unione Comunisti Italiani (marxisti-leninisti) e dal Movimento Studentesco.

## L'antefatto
Quel pomeriggio a Milano si svolgeva uno sciopero generale contro il caro-affitti, indetto dalle confederazioni sindacali CGIL-CISL-UIL. Si tenevano anche due cortei: uno dei marxisti-leninisti, e uno anarchico. Il corteo marxista-leninista era tallonato dagli automezzi della celere. Il corteo passava davanti al Teatro Lirico, dove era in corso un comizio sindacale indetto dalla CISL con oratore Bruno Storti.
I reparti di scorta alla manifestazione dei marxisti-leninisti passarono davanti al teatro prima che uscissero i sindacalisti e i lavoratori: gli agenti su automezzi tirarono candelotti lacrimogeni nell'ingresso e nel mezzanino del teatro, dirigendosi verso gli studenti mentre i lavoratori – visibilmente scossi – uscirono dalle uscite di sicurezza del teatro, due persone uscite dal teatro furono investite dai mezzi della polizia, che si ritirò di 200 metri e, mentre si prestavano le prime cure ai feriti, partì un'improvvisa carica con lancio di lacrimogeni e l'uso degli automezzi per disperdere i presenti. Nel frattempo, a sostegno di lavoratori e manifestanti, accorsero dalla vicina Università Statale giovani militanti del Movimento Studentesco.

## La morte

### Versione ufficiale
La ricostruzione dei fatti della magistratura è corroborata da fotografie in cui si vedono alcuni manifestanti nei pressi di un cantiere raccogliere e lanciare dei tubolari d'acciaio contro i mezzi della polizia. Un tubo colpì l'agente Antonio Annarumma, penetrandogli nel cranio, causandone una morte pressoché istantanea: il mezzo che guidava, senza più controllo, andò a urtare contro un altro.
La magistratura accertò che:
- I tre agenti che erano a bordo con Annarumma dichiararono di aver visto il tubolare colpire il collega.
- L'autopsia riscontrò una ferita di sezione circolare di circa 50 millimetri con penetrazione fino a metà cranio della vittima.
- Il diametro dei tubolari che la polizia dichiara di aver raccolto sul luogo degli scontri era di 48 millimetri.

### Versione dei manifestanti
Benché le istituzioni e quasi tutti i mezzi di informazione di massa abbiano accettato la versione ufficiale secondo cui l'agente sarebbe stato ucciso dai dimostranti, la ricostruzione dei manifestanti imputò invece la sua morte allo scontro tra i due automezzi della polizia. La ferita mortale di Annarumma, secondo questa ricostruzione, sarebbe stata prodotta dalla guida di ferro sporgente che si trova al lato dell'intelaiatura del vetro del veicolo. Alcune fonti accreditano l'esistenza di un filmato, mai realmente visionato che, secondo quanto riportato da alcuni giornali del periodo, sarebbe stato girato da una troupe francese per conto dell'ORTF, e farebbe emergere con chiarezza questa diversa ricostruzione. Il materiale sarebbe tuttavia scomparso dall'archivio televisivo nel quale sarebbe stato depositato. Agli atti dell'inchiesta esiste una foto, non un filmato.
Mario Capanna, leader del Movimento Studentesco, sostenne che «la magistratura non è mai riuscita a stabilire se Annarumma morì perché colpito al capo da un corpo contundente lanciatogli contro o perché, andato a cozzare alla guida del suo automezzo, batté mortalmente la testa», ma questa tesi fu sconfessata dalla perizia dei medici Caio Mario Cattabeni, Raineri Luvoni e Romeo Pozzato: «Annarumma è stato ucciso da un oggetto contundente usato come una vera e propria lancia. L'oggetto [...] l'ha colpito con violenza alla regione parietale destra, poco sopra l'occhio, procurandogli una vasta ferita con fuoruscita di materia cerebrale».

## Gli esiti giudiziari
L'inchiesta della magistratura identificò le cause della morte stabilendo l'omicidio dell'Annarumma, ma non poté identificare i responsabili della sua morte. Nel gennaio 1970 si aprì il processo per i disordini di via Larga, ma nessuno degli imputati era accusato di omicidio, dal momento che i colpevoli non furono identificati. Furono condannate cinque persone per resistenza e oltraggio a pubblici ufficiali; sei furono assolte. Tutti gli imputati furono assolti dall'accusa di radunata sediziosa «perché il fatto non sussiste».

## Le esequie e il ricordo
Al caduto pervennero messaggi di solidarietà da parte del Presidente della Repubblica Giuseppe Saragat e di tutto l'arco costituzionale. In particolare, il messaggio alla nazione di Saragat è stato definito di "rara irresponsabilità", specialmente visto che la dinamica degli avvenimenti che avevano causato la morte del poliziotto non era affatto chiara: 
Il barbaro assassinio del giovane ventiduenne agente di PS Antonio Annarumma, nato da una famiglia di braccianti, in una delle più povere provincie d'Italia, quella di Avellino, ed ucciso a Milano mentre faceva il suo dovere di difensore della legge democratica, non soltanto offende la coscienza degli italiani ma è una sfida assurda e selvaggia alle manifestazioni dei lavoratori per la soluzione umana dell'angoscioso problema della casa. Questo odioso crimine deve ammonire tutti ad isolare e mettere in condizione di non nuocere i delinquenti, il cui scopo è la distruzione della vita, e deve risvegliare non soltanto negli atti dello Stato o del Governo, ma soprattutto nella coscienza dei cittadini, la solidarietà per coloro che difendono la legge e le comuni libertà. 
Il messaggio venne ripetuto per ventiquattr'ore da tutti i telegiornali e giornali radio, e Gian Carlo Pajetta riferì alla Direzione del Pci che Saragat aveva cercato anche di far sospendere la trasmissione televisiva di un film e far trasmettere alla Rai solo musiche, oltre al suo messaggio (esattamente ciò che fece l'Eiar - alla radio - nelle ore convulse e drammatiche successive all'8 settembre 1943). Pajetta aggiunse  
qui c'è una situazione in cui o la gente si spaventa e capisce che deve andare avanti o si spaventa e va indietro.
Alle parole della più alta carica dello Stato fanno clamorosamente contrasto quelle parole del padre di Annarumma, che rilasciò un'intervista (in dialetto) a TV7 un mese dopo la morte di suo figlio: 
[...] ha perdonato Gesù Cristo, perdono anche io [..] nessun sentimento [d'odio], no ... a tutti quanti poteva succedere questa disgrazia...
Al funerale partecipò una folla enorme: si era all'inizio di quelli che furono poi chiamati gli anni di piombo e la città era rimasta sconvolta da questo primo fatto di guerriglia urbana.
In seguito alla morte del collega ci furono forti proteste tra gli agenti di polizia e Mario Capanna, che si era presentato al funerale per dimostrare l'estraneità del MS dai fatti, si salvò a stento dal linciaggio dei colleghi del defunto.Nella processione che seguiva il feretro, diversi militanti della destra neofascista aggredirono quanti erano ritenuti appartenenti alla movimento studentesco e ai gruppi della sinistra extraparlamentare.
Il Corriere della Sera del 22 novembre 1969 pubblicò una foto in cui si vedeva il commissario Luigi Calabresi soccorrere Mario Capanna, sottraendolo all'aggressione degli agenti e di militanti neofascisti. Lo stesso Capanna raccontò che, portato sotto scorta in Questura, fu circondato da un nugolo di poliziotti, con Calabresi e altri funzionari che dovettero ingaggiare una vera e propria colluttazione per non farlo raggiungere.
In un libro, l'ex questore di Milano, allora Dirigente della Squadra Mobile, prefetto Achille Serra, ricorda l'incontro con il padre che andò a prendere il figlio morto. Ad Annarumma è intitolato l'omonimo parco e la caserma sede del III Reparto Mobile di Milano.